# Joint Command Lisbon

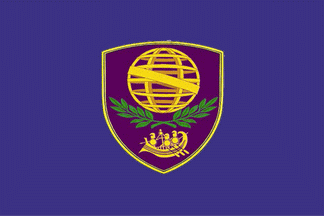

O Joint Command Lisbon ou JC Lisbon é uma das três divisões do Comando de Operações da NATO. Localizado em Oeiras, teve desde a sua fundação várias designações: de 1967-1982 COMIBERLANT, de 1982-1999 CINCIBERLANT e de 1999-2004 CINCSOUTHLANT.